# Caldwell (cràter)
Caldwell és un cràter d'impacte en el planeta Venus de 51 km de diàmetre. Porta el nom de Taylor Caldwell (1900-1985), escriptora estatunidenca, i el seu nom va ser aprovat per la Unió Astronòmica Internacional el 1994.